# Leopold van Werveke
Leopold van Werveke (* 11. Februar 1853 in Diekirch; † 4. August 1933 in Magdeburg) war ein deutsch-luxemburgischer Geologe.

## Leben und Wirken
Der Sohn eines Feldwebels aus altem flämischen Geschlecht besuchte das Athenäum in Luxemburg und machte nach dem Abitur eine Apothekerlehre bei Jean Meyer in Eich (Stadt Luxemburg) mit anschließendem Pharmaziestudium an der Universität Heidelberg 1873/74. Er leitete ein Jahr eine Apotheke in Echternach und studierte ab 1875 Geologie an der Universität Straßburg mit der Promotion 1878 über die Mineralquellen von Bad Mondorf. Er war noch als Student Mitarbeiter in der Kommission zur geologischen Landesaufnahme von Elsaß-Lothringen und Assistent am Petrographischen Institut und danach am Geologischen Institut der Universität Straßburg. 1892 erstellte er eine Einteilung des Unterkarbon der Vogesen. 1898 war er in Java und Sumatra. 1913 wurde er Geheimer Bergrat. 1914 bis 1918 war er Direktor der Geologischen Landesanstalt von Elsaß-Lothringen. Nachdem Elsaß-Lothringen nach dem Ersten Weltkrieg an Frankreich gefallen war, wurde er 1918 pensioniert, zog nach Gengenbach und 1931 zu seiner Tochter nach Magdeburg.
Er befasste sich insbesondere mit den Kalisalz-Lagerstätten im Elsass (und anderen Bodenschätzen und Mineralquellen/Hydrologie im Bereich Elsaß-Lothringen und Umgebung). Von ihm stammen über 300 wissenschaftliche Aufsätze.
Nach seiner Pensionierung befasste er sich mit dem Eiszeitalter (damals Diluvium genannt) in Nord- und Mitteldeutschland, speziell der Magdeburger Börde mit zahlreichen Veröffentlichungen auch zur Verbindung zur Archäologie (u. a. Hundisburger Schichten), zu Wasservorkommen und Bodenschätzen. Er konnte aber wegen seines fortgeschrittenen Alters nicht mehr alle Aufschlüsse selbst aufsuchen und geriet in Kritik der Geologen der Preußischen Geologischen Landesanstalt und der Spezialisten für das nord- und mitteldeutsche Pleistozän (Fritz Wiegers, Felix Wahnschaffe, Konrad Keilhack). Statt wie bis dahin und bis heute angenommen drei konstatierte er erst vier (1924) und dann 1928 sechs Vereisungen in der Gegend von Magdeburg. Um 1926 untersuchte er den Domfelsen und die darüber abgelagerten Schichten, auf denen der Magdeburger Dom steht. Van Werveke nahm auch entgegen der vorherrschenden Lehrmeinung eine Bildung von eiszeitlichem Löß in Gewässern an. Er gewann durch Vorträge und Veröffentlichungen beim breiteren Publikum eine gewisse Popularität, seine Schriften auf diesem Gebiet wurden später aber vor allem wegen der genauen Beschreibung heute nicht mehr erhaltener Aufschlüsse verwendet. Anerkannt wurde z. B. sein geologisches Profil des Weinbergs bei Hohenwarte (Durchbruch der Elbe nach Norden in der Saale-Eiszeit).
Handschriftliche Memoiren sind verschollen, er veröffentlichte aber Reiseberichte aus seiner Zeit als Geologe im damaligen Niederländisch-Indonesien. Sein Nachlass ist im Geologenarchiv in Freiburg/Breisgau, bei der Außenstelle für Ur- und Frühgeschichte des Landes Sachsen-Anhalt in Magdeburg und Briefe im Bördemuseum Ummendorf.
Er war Ehrenmitglied des Oberrheinischen Geologischen Vereins.
1887 wurde er deutscher Staatsbürger.

## Schriften
- Das Mineralwasser von Mondorf und seine Beziehungen zum mittleren Muschelkalk, Straßburg 1878 (Dissertation)
- Erläuterungen zu Blatt Saarbrücken der geologischen Übersichtskarte von Elsass-Lothringen und den angrenzenden Gebieten im Masstab 1:200 000 und zu demselben Blatt der tektonischen Karte von Elsass-Lothringen im Masstab 1:200 000, Straßburger Druck- und Verlagsanstalt 1906
- Geologische Übersichtskarte der südlichen Hälfte des Grossherzogthums Luxemburg, aufgenommen von Dr. Leopold van Werveke, Straßburg: Commission für die geologische Landes-Untersuchung von Elsass-Lothringen, 1886
- mit  Ernst Wilhelm Benecke, Hugo Bücking, E. Schumacher: Geologischer Führer durch das Elsass, Gebr. Borntraeger Verlag, Sammlung Geologischere Führer, Band 5, 1900, Archive
- Auf Sumatra und Java im Jahre 1898. Reisebriefe von Landesgeologe Dr. L. van Werweke, Strassburger Druckerei u. Verlagsanstalt,  Bd. 1: I. Im Urwalde des nördlichen Sumatra. II. Auf Java 1900,  Bd. 2: III. (Schluss). Quer durch Sumatra. 1901
- Höhenschichten-Karte von Elsass-Lothringen und den angrenzenden Gebieten, Berlin 1906
- Schichtenfolge im Oligocän der Tiefbohrungen von Oberstritten und Oberkutzenhausen, Straßburg 1907
- Auf den Spuren des Diluvialinenschen im Rheintal. Schutz dem fossilen Menschen, Mitteilungen d. Philomath. Ges. Strassburg 1909 (u. a. Entstehung Löß in der Rheinebene)
- Das Vorkommen von Mineral- und Thermalquellen im lothringischen und luxemburgischen Buntsandstein etc., Mitteilungen der Geologischen Landesanstalt von Elsass-Lothringen, Band 7, 1909, S. 91–114
- Apercu sur la constitutiön et l'histoire geologique des Vosges. Profil durch die Vogesen und die Hardt von der Doller bis zur Lauter..,  Annal. Soc. geol. Belg., Band 34, 1910, S. 247–263
- Die Trierer Bucht und die Horsttheorie, Bericht über die Versammlungen des Niederrheinischen Geologischen Vereins 1910, S. 12–37
- Übersicht über den geologischen Bau und die geologische Entwicklung des Reichslandes Elsass-Lothringen und des Grossherzogtums Baden, Wanderausstellung der Deutschen Landwirtschafts-Gesellschaft Strassburg 5.–10. Juni 1913, Strassburger Verl. Anst. 1913
- Die Tektonik des Sundgaues, ihre Beziehung zu den Kalisalzvorkommen im Oberelsaß und in Baden und ihre Entstehung, Straßburg : Straßburger Dr. u. Verl.-Anst., 1913
- Profile durch den Unteren Keuper aus Bohrungen ins Lothringen und im Rheintal, Straßburg 1913
- Die Entstehung des Mittelrheintales und der mittelrheinischen Gebirge: eine geotektonische Skizze, Straßburg: Trübner 1914
- Fragliche Erfolge der Wünschelrute, Leipzig, 1915
- Mitwirkung am Handbuch für den deutschen Braunkohlebergbau, 1915 (mit Konrad Keilhack, G. Klein u. a.)
- Geologischer Wegweiser in Fragen der Wasserversorgung im Gebiet zwischen Maas und Mosel, Straßburger Druck- und Verlagsanstalt 1916
- Die Frage Ausdehnung der französisch-lothringischen Minettegebietes, Gotha 1917
- Über die Entstehung der lothringischen Lehme und des mittelrheinischen Lößes: mit Ausblicken auf den Löß des Niederrheins und der Magdeburger Börde, Sitzungsberichte Heidelberger Akad. Wiss., Math-Naturwiss. Klasse 1924
- Der Untergrund des Magdeburger Domes,  Montagsblatt. Das Heimatblatt Mitteldeutschlands (Wissenschaftliche Beilage der Magdeburgischen Zeitung) 1926, 207
- Ein diluvialer Sattel bei Möser, Montagsblatt (Wiss. Beilage Magdeb. Z.) 1926, 353–355
- Die Sohlener und Frohser Berge nebst dem Hummels-Berge, ihre Gestaltung und ihre Entstehung, Montagsblatt (Wiss. Beilage Magdeb. Z.) 1926, Nr. 48/49;
- Gletscherablagerungen am Großen Wart-Berge bei Irxleben und an den Hängels-Bergen bei Hohendodeleben sowie westlich von Diesdorf, Montagsblatt (Wiss. Beilage Magdeb. Z.) 1927, Nr. 30, 35
- Das Landschaftsbild der Umgebung von Braunlage, das formenreichste des Harzes, 1927
- Norddeutschland war wenigstens viermal von Inlandeis bedeckt, in: Zeitschrift. der Deutschen Geologischen Gesellschaft, 1927, S. 135–155
- Ausbildung, Entstehung und Gliederung des Diluviums der Magdeburger Gegend als Grundlage zur Einordnung vorgeschichtlicher Funde, in: August Mertens (Hrsg.), Festschrift 10. Tagung für Vorgeschichte, Museum für Natur- und Heimatkunde Magdeburg, 1928, S. 7–147
- Das Diluvium von Magdeburg und seiner weiteren Umgebung auf Grund der neuesten Beobachtungen, in: Beiträge zur Landeskunde Mitteldeutschlands, Festschrift 23. Deutscher Geographentag in Magdeburg, 1929, S. 157–254;
- Die Zahl der Vereisungen in Mittel- und Norddeutschland., in: 25. Jb. des Niedersächsischen Geologischen Vereins 1932/33, 1933, 201–228
- Der Verlauf und das Alter der Hauptverwerfungen und der übrigen wichtigen Störungen und Bewegungen im Gebiet des Mittelrheintalgrabens, Abhandlungen der Heidelberger Akad. Wiss., 21, 1934

Er war an verschiedenen geologischen Karten im Bereich Elsaß-Lothringen beteiligt (siehe auch Christian Ernst Weiß). Unter anderem stammen die Spezialkarten Monneren, Merzig, Busendorf, Groß Hemmersdorf, Sierck, Forbach, Stürzelbronn, Saargemünd, Niederbronn, Buchsweiler von ihm und er war an Ludweiler und Rémilly beteiligt. Er wird in den Blättern der geologischen Karte Frankreichs Haguenau (1967) und Bitche-Walschbronn (1970) als Autor aufgeführt.